# Johann Adolph von Hettersdorf

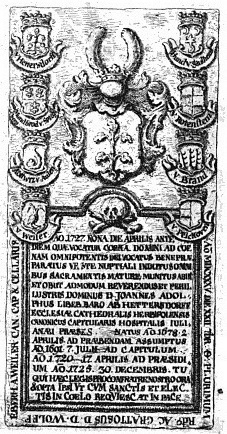
Nicht mehr existentes Epitaph mit Familienwappen (mittig), ehemals Sepultur des Kapitelshauses am Würzburger Dom

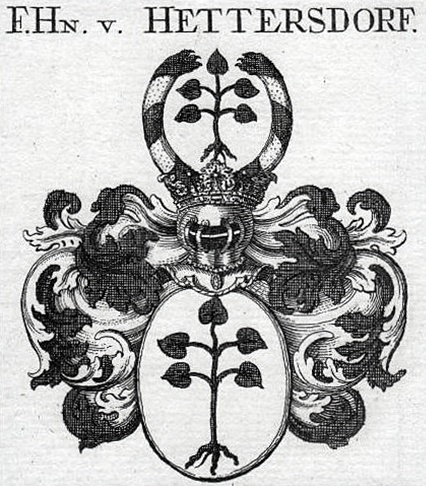
Wappen der Freiherrn von Hettersdorf

Freiherr Johann Adolph von Hettersdorf (* 2. April 1678; † 9. April 1727 in Würzburg) war Kapitular des Würzburger Domkapitels und Prorektor der Julius-Maximilians-Universität.

## Leben
Er entstammte dem alten fränkischen Adelsgeschlecht der Freiherren von Hettersdorf und wurde als Sohn des Barons Georg Adolf von Hettersdorf sowie seiner Gattin Anna Dorothea Hundt von Saulheim geboren.
Nachdem er am 29. April 1691 zu Würzburg tonsuriert worden war, folgte am 7. Juli des gleichen Jahres durch Kollation des Philipp Ludwig Faust von Stromberg seine Aufschwörung als Domizellar an der Würzburger Domkirche. Am 24. März 1720 wurde Johann Adolph in Würzburg zum Subdiakon geweiht und trat am 17. April 1720 in das Domkapitel ein. Nachdem er am 30. November 1723 die Weihe zum Diakon empfangen hatte, amtierte er in der Zeit von 1721 bis 1724 als Rektor Magnificus und 1725 als Prorektor der Würzburger Julius-Maximilians-Universität. Seit dem 30. Dezember 1725 war er zudem Präsident des Juliusspitals.
Sein Bruder Franz Rudolph von Hettersdorf (1675–1729) war Kapitular am Stift St. Burkard in Würzburg und Domherr im Bistum Worms. An ihn erinnert ein Epitaph im Wormser Dom.